# Le Fils de l'Allemand
Le Fils de l'Allemand est une chanson revancharde de 1882, créée par la chanteuse Amiati.
Les paroles sont de Gaston Villemer et de Lucien Delormel. La musique est de Paul Blétry.

## Analyse
La chanson raconte l'histoire d'une nourrice lorraine restée fidèle à la France et que vient solliciter un officier allemand dont la femme est morte en accouchant. La nourrice, par patriotisme, rejette l'idée d'allaiter ce bébé :
Va passe ton chemin, ma mamelle est française

N'entre pas sous mon toit, emporte ton enfant

Mes garçons chanteront plus tard la Marseillaise

Je ne vends pas mon lait au fils d'un Allemand.
Cette chanson dramatique rencontre un très grand succès. Comme Alsace et Lorraine, elle « relève de la veine héroïque de la chanson revancharde ».
Le journaliste et écrivain Jean-Pierre Moulin, qui ne tient pas compte dans son analyse contemporéano-centrée du contexte historique, l'évalue en 2007 comme le summum d'un chauvinisme ridicule et de la « haine du boche ». En fait, cette sensibilité ne peut se comprendre que dans le contexte de la désastreuse guerre de 1870. Elle était impensable auparavant et sembla ensuite de plus en plus « datée », voire ridicule, à une majorité de Français dès la fin du XIXe siècle. Cette sensibilité anti-allemande fut un phénomène de génération, ravivée ensuite par l'agression de 1914-1918, puis par l'occupation nazie. Elle fut définitivement cicatrisée par la politique volontariste de rapprochement franco-allemand d'Adenauer et de De Gaulle.